# Microterys sasae
Microterys sasae is een vliesvleugelig insect uit de familie Encyrtidae. De wetenschappelijke naam is voor het eerst geldig gepubliceerd in 1974 door Pilipyuk & Trjapitzin.